# ديفيد ك. واتسون
ديفيد ك. واتسون (بالإنجليزية: David K. Watson)‏ هو محامي وسياسي أمريكي، ولد في 18 يونيو 1849 في لندن في الولايات المتحدة، وتوفي في 28 سبتمبر 1918 في كولومبوس في الولايات المتحدة. حزبياً، نشط في الحزب الجمهوري. وقد انتخب عضو مجلس النواب الأمريكي.